# 1236 w polityce
Wydarzenia polityczne w 1236 roku.

## Wydarzenia
- Razijja ud-din Sultana została władczynią Sułtanatu Dehlijskiego[1].
- Ferdynand III Święty zajął Kordobę, Sewillę i Murcję[2][3].

## Urodzili się
- Albrecht I Wielki, książę Brunszwiku.

## Zmarli
- 29 lipca Ingeborga, księżniczka duńska i królowa Francji[4].